# Cámara de tráfico

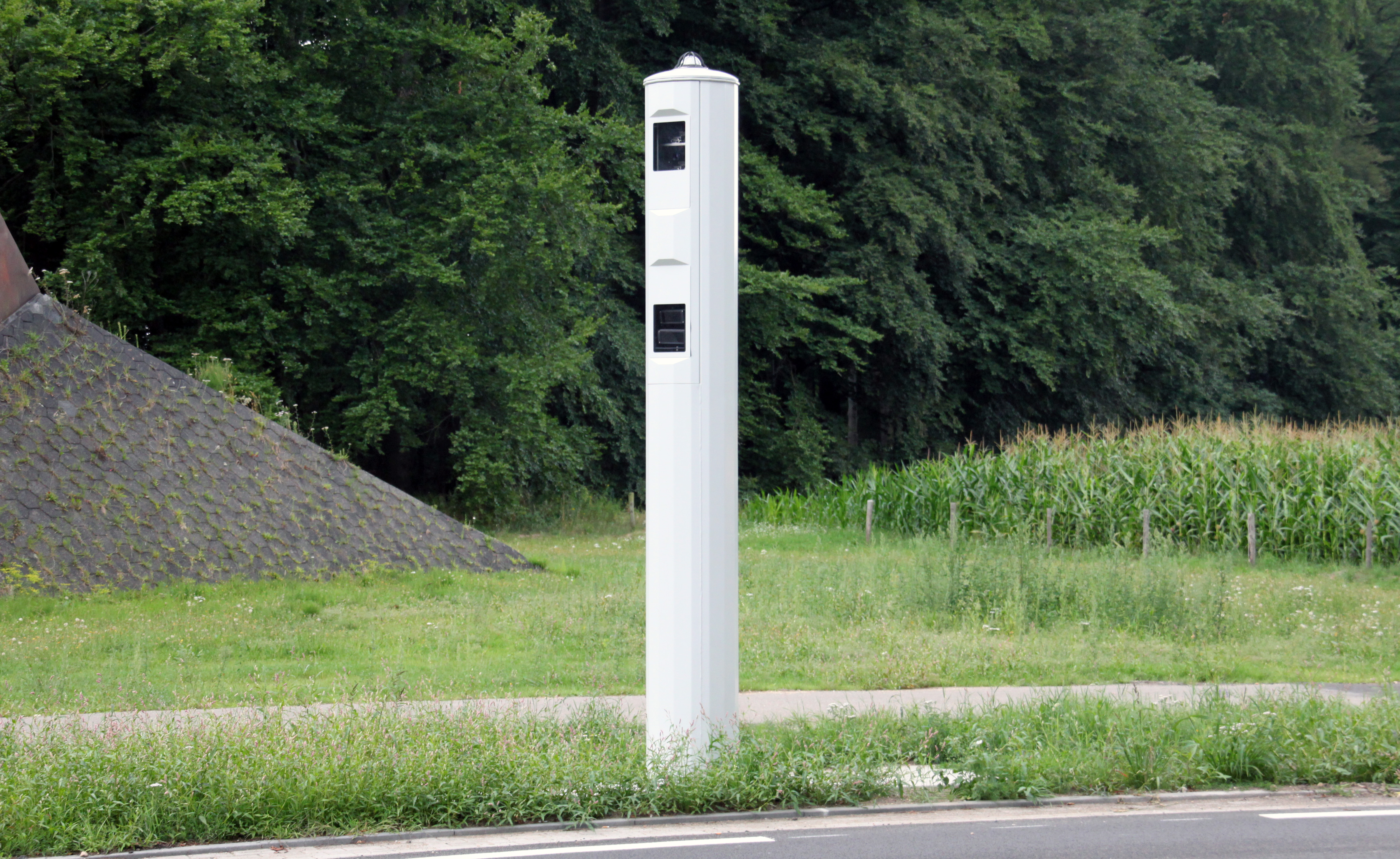
Una cámara digital en un semáforo en Arnhem.

El término cámara de tráfico se utiliza normalmente para designar dispositivos que detectan la conducción a través de un semáforo rojo u otras infracciones como el exceso de velocidad. Se utiliza el nombre genérico de cámara de tráfico ya que en todos los casos se toma una fotografía para poder identificar al infractor.

Consiste en una cámara montada al lado, por encima de la carretera o en un vehículo, diseñada para detectar infracciones de la regulación del tráfico, incluida la superación de la velocidad máxima permitida, el paso de semáforos rojos, adelantamientos en zona prohibida, el uso no autorizado del carril bus. o para grabar vehículos dentro de una zona de peaje. Los últimos sistemas más modernos pueden detectar automáticamente matrículas, y se exigió una ley contra este hecho, llevada al Tribunal Europeo de Derechos Humanos, que consideró que no se habían vulnerado ningún derecho.

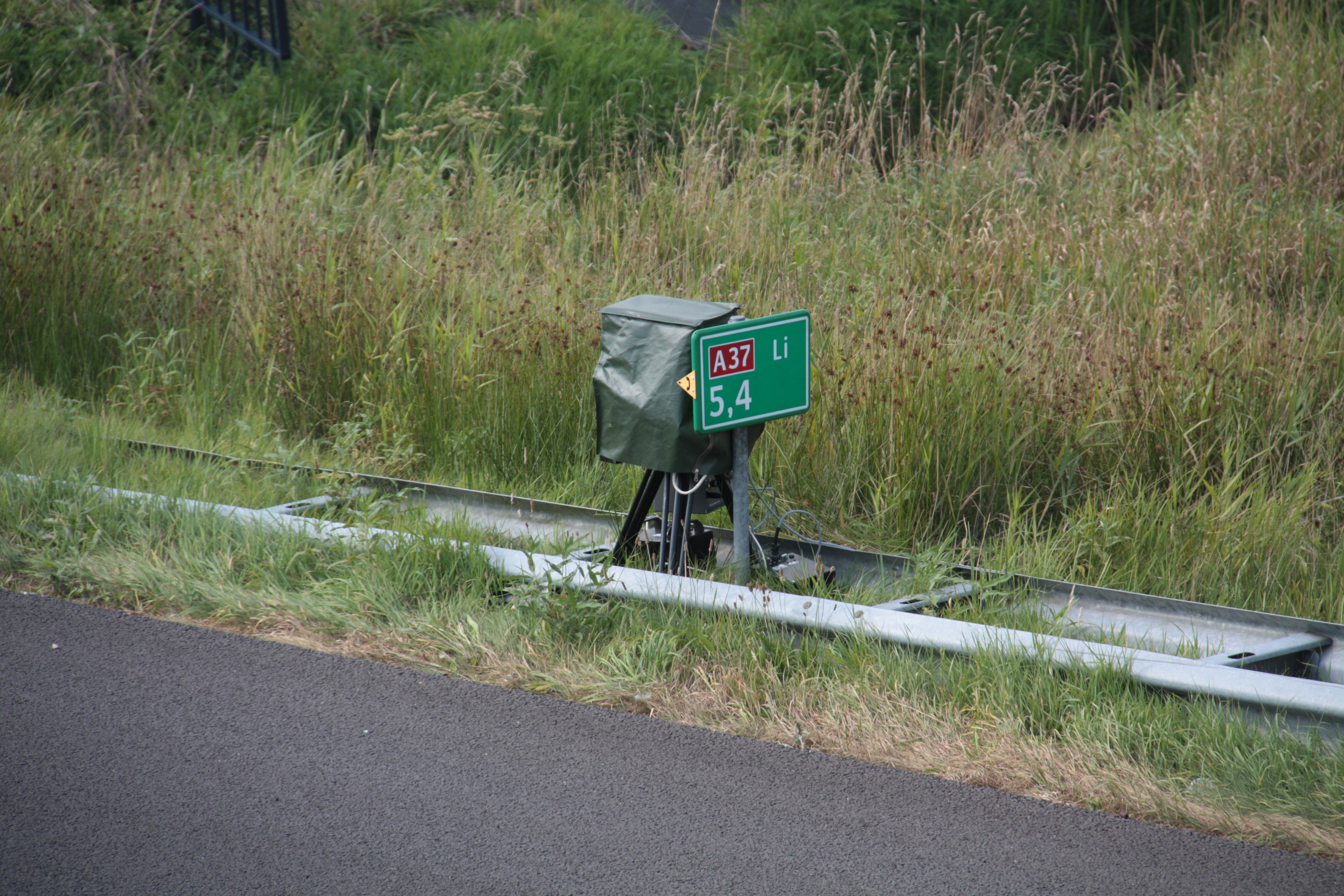
Una cámara de radar móvil

Se ha comprobado que en los lugares donde se instalan radares de tráfico disminuye el número de accidentes de tráfico, las lesiones y daños en caso de accidente son menos graves, existe una conducción menos agresiva, mejora la fluidez del tráfico y se emiten menos gases de escape nocivos.

## Historia
El primer velocímetro automático fue desarrollado por el piloto de rallyes holandés Maus Gatsonides (1911-1998). El dispositivo utilizaba dos mangas de goma que extendidas de un lado a otro de la carretera. Cuando las ruedas delanteras de un vehículo pisaban el primer tubo, se arrancaba un cronómetro que se detenía cuando las mismas ruedas golpeaban la segunda manga. La velocidad del vehículo se calculaba a partir del tiempo transcurrido de un tubo a otro. Las versiones posteriores funcionan con la ayuda de ondas de radar y están equipadas con un equipo fotográfico que registra la violación de velocidad.
Gatsonides fundó la empresa Gatsometer en Haarlem en 1958 para fabricar los dispositivos. En Inglaterra, la cámara de velocidad se llama a menudo Gatso o 'Gatso Camera', aunque el término más común es cámara de control de tráfico .

## Tipos de cámaras
Las cámaras de semáforo se diferencian de las de velocidad en su configuración: una cámara de semáforo se instala normalmente detrás de un semáforo . mientras que una cámara de velocidad se encuentra junto a la carretera o detrás de una señal de tráfico, mientras que Una cámaras de velocidad o velocímetros móviles que se pueden esconder en un contenedor de basura .
Las cámaras de velocidad contienen un mecanismo de medida de la velocidad, como un radar Doppler y una cámara que toma una foto de la matrícula de cualquier vehículo que viaje más rápido que la velocidad a la que está configurada dicha cámara. Es necesario calibrar las cámaras de velocidad periódicamente.
Por los tipos de sensor se pueden distinguir los siguientes tipos de cámaras de tráfico:
- Cámara de bucle (siendo un caso particular la "cámara de semáforo rojo")
- Cámara de radar
- Cámara antirruido
- Cámaras combinadas

### Cámara de bucle
Las cámaras bucle funcionan mediante dos bucles por carril, que se instalan en la superficie de la carretera.
Para poder determinar la sobrevelocidad, se mide el tiempo durante el cual el vehículo recorre los dos bucles sucesivos. Se calcula entonces la velocidad. Por cada infracción, la cámara de semáforo rojo toma dos fotos. La primera foto registra la violación. La segunda foto registra si el vehículo todavía se detiene o avanza e indica su velocidad.

### Cámara de radar

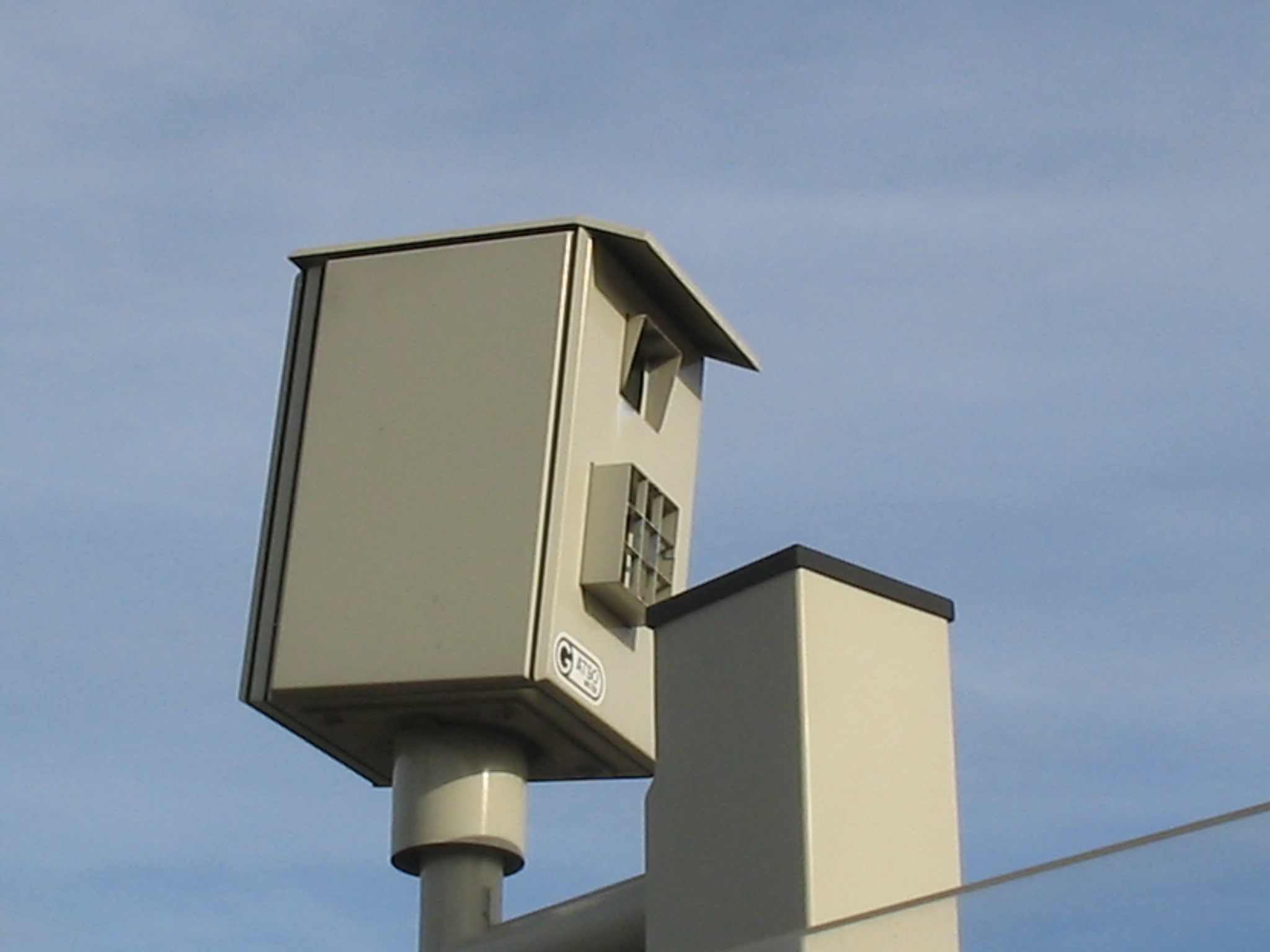
Primer plano de una cámara de radar.

Esta cámara sólo controla la velocidad y se coloca a lo largo de las carreteras o calles.
Las cámaras de radar se basan en el efecto doppler (tanto radar como lidar ). Un vehículo que se mueve dentro del campo de la radiación refleja la onda del radar y cambia la frecuencia de esa radiación. La magnitud de este cambio de frecuencia depende de la velocidad del objeto, a partir de ese cambio se puede calcular la velocidad.
La cámara puede acoplarse a un letrero en el que se muestra la velocidad medida en cifras luminiscentes para informar al usuario de la velocidad que se le acaba de medir.
La fuente de alimentación de la combinación de tableros de cámara-pantalla se alimenta a menudo mediante células solares, haciendo que la combinación sea móvil y pueda utilizarse en diferentes lugares.

### Cámara antirruido
Una cámara antirruido mide la producción de ruido de los vehículos que pasan delante de ella y, por tanto, puede penalizar automáticamente la polución acústica. Desde 2020, se han llevado a cabo pruebas con luces estroboscópicas de ruido en varias ciudades holandesas.

## Cámara de semáforo rojo

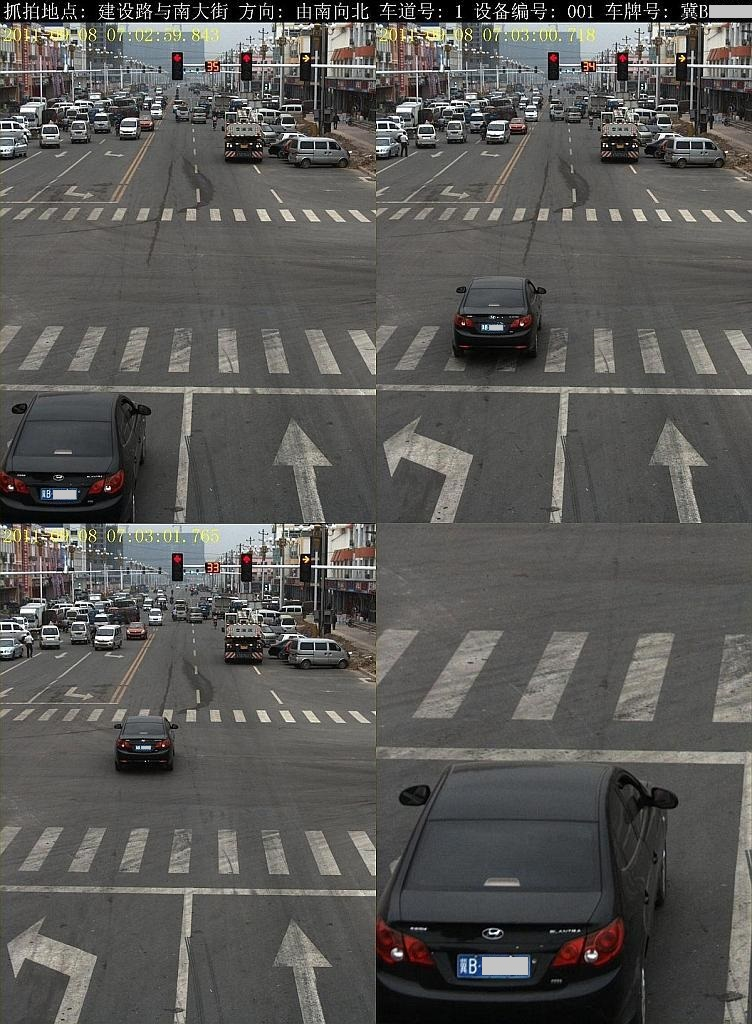
fotos de cámara de semàforo rojo

Esta cámara registra la superación de la línea de paro los vehículos que circulan por el semáforo rojo. Se colocan en las intersecciones controladas por semáforos. La primera cámara de semáforo rojo se instaló en Haarlem en 1966.
Las cámaras semáforo rojo pueden funcionar mediante un bucle por carril, que se instala en la superficie de la carretera. El bucle suele estar situado en la línea de parada. Para la infracción de paso en rojo, se compara el momento en el que el vehículo pasa por el bucle con el estado de la señal del semáforo (rojo o no).

## Distribución de los ingresos
Los ingresos de las multas instantáneas casi siempre acuden a la hacienda estatal. En Cataluña las denuncias se remiten al servicio Català de Trànsit
En Bélgica, la multa se reparte primero entre el Tesoro y el Fondo de Seguridad Vial. Una parte de la cuota del fondo de seguridad vial se destina a la financiación de la compra de equipamiento a la policía federal y al Servicio Público Federal de Movilidad. FPS Justice también recibe una cuota.
En casos muy excepcionales, como en el caso de Armenia, los radares de velocidad están en manos privadas.